# Burasaia australis
Burasaia australis är en tvåhjärtbladig växtart som beskrevs av S. Elliot. Burasaia australis ingår i släktet Burasaia och familjen Menispermaceae. Inga underarter finns listade i Catalogue of Life.